# 아르반호텔
아르반호텔(ARBAN HOTEL)은 (주)씨엔티가 소유, 운영하는 프리미엄 비지니스 호텔이며, 호텔 브랜드이다. 아르반호텔 부산은 2015년 12월 부산광역시 부산진구 서면에 개관하였으며, 총 94실의 객실*증축하여 159실(2023년10월)을 운영하고 있으며,모던하고 심플한 객실로 국내외 투숙객들로부터 많은 호응을 얻고 있다. 아르반호텔은 부산 서면에서의 안정적인 운영 결과에 힘입어,2017년 3월 부산광역시 연제구에 아르반시티호텔을 개관 하였으며,아르반호텔스그룹으로 조직을 정비, 아르반호텔과 아르반시티호텔을 운영하게 된다. 아르반시티호텔은 121실의 객실을 운영하며,부산을 방문하는 해외 단체 여행객들의 주요 숙박시설로 자리를 매김하였으며,2017년 3월 개관 이후 10개월새 약 5만여명의 외국인 단체 관광객을 유치 하였다. 아르반호텔스그룹은 호텔 컨설팅, 호텔 위탁 운영, 국내외 호텔 신규 개관등을 통해사업 확장을 가속화 할 예정이다.

## 지점

### 운영본부
아르반호텔스그룹의 운영본부는 부산광역시 부산진구에 위치하고 있으며, 통합마케팅, 각 지점 총무, 인사, 지원을 총괄 담당하고 있다. 운영본부의 조직은 총지배인, 마켓팅팀, 운영지원팀등으로 구성되어 있다.
*수정 2024년 6월: 운영본부는 별도 법인화하여 주식회사 에이치지엠이다. 에이치지엠은 호텔업전문운영업을 영위하고 있으며 부산뿐만 아니라 서울지역까지 통합세일즈마케팅업무를 수행하고 있다. 에이치지엠은 호텔관련사업을 지속적으로 확장하고 있는 중이다.

### 아르반호텔 부산
아르반호텔은 부산은 2015년 12월 대한민국 부산광역시 부산진구 서면에 개관, 지하 1층, 지상 13층의 규모의 (주)씨엔티 타워 8층~13층에 위치해 있으며,객실 94실과 라운지 등을 갖추고 있으며, 타워 내 볼링장, 주점, 커피숍, 은행등이 입점해 있다. 아르반호텔은 비지니스 호텔로서는 드물게 넓은 평수 (최소 8. 5평)의 객실 구성과, 고급스러운 객실 디자인으로,투숙객들의 좋은 호응을 얻고 있다.
*수정 2024년 6월: 아르반호텔은 2023년 6월 증개축을 시작하여 2023년 10월 증개축 공사를 완료하였다. 이에 94실 객실에서 65실이 추가된 총 159실을 운영하고 있으며 새롭게 추가된 객실은 (주)디자인하이츠에서 진행하였다.
- 등급: 한국관광공사 한국관광품질인증 프리미어등급 (2017)

- 소재지: 부산광역시 부산진구 중앙대로 691번길 32

아르반시티호텔
아르반시티호텔은 부산 2017년 3월 대한민국 부산광역시 연제구에 개관하였으며,
지하 1층, 지상 12층의 규모로 객실 121실과, 라운지, 셀프세탁실, 회의실, 체력단련실등을 갖추고 있으며, 스타벅스등이 함께 입점해 있다.
아르반시티호텔은 부산광역시 연제구 유일한3성 호텔로(2018년 2월) 해외 단체 관광객들의 주요 숙박시설로 만족도가 높은 호텔이다
*객실증축공사: 2019년 10월 완료 운영객실 137실
- 등급: 3성 (한국관광공사 호텔업등급심사국 2017)
- 소재지: 부산광역시 연제구 반송로 20